# Kolovratský palác (Praha, Valdštejnská)
Kolovratský palác ve Valdštejnské ulici je pozdně barokní palác od Ignáce Jana Nepomuka Palliardiho ve Valdštejnské ulici v Praze na Malé Straně. Palác je součástí sídla Senátu Parlamentu České republiky a přiléhá k němu Malý Fürstenberský palác a Kolovratská zahrada, která je součástí komplexu Palácových zahrad pod Pražským hradem. Palác je od roku 1964 kulturní památkou; je také součástí národní kulturní památky Sídlo Parlamentu České republiky.

## Historie

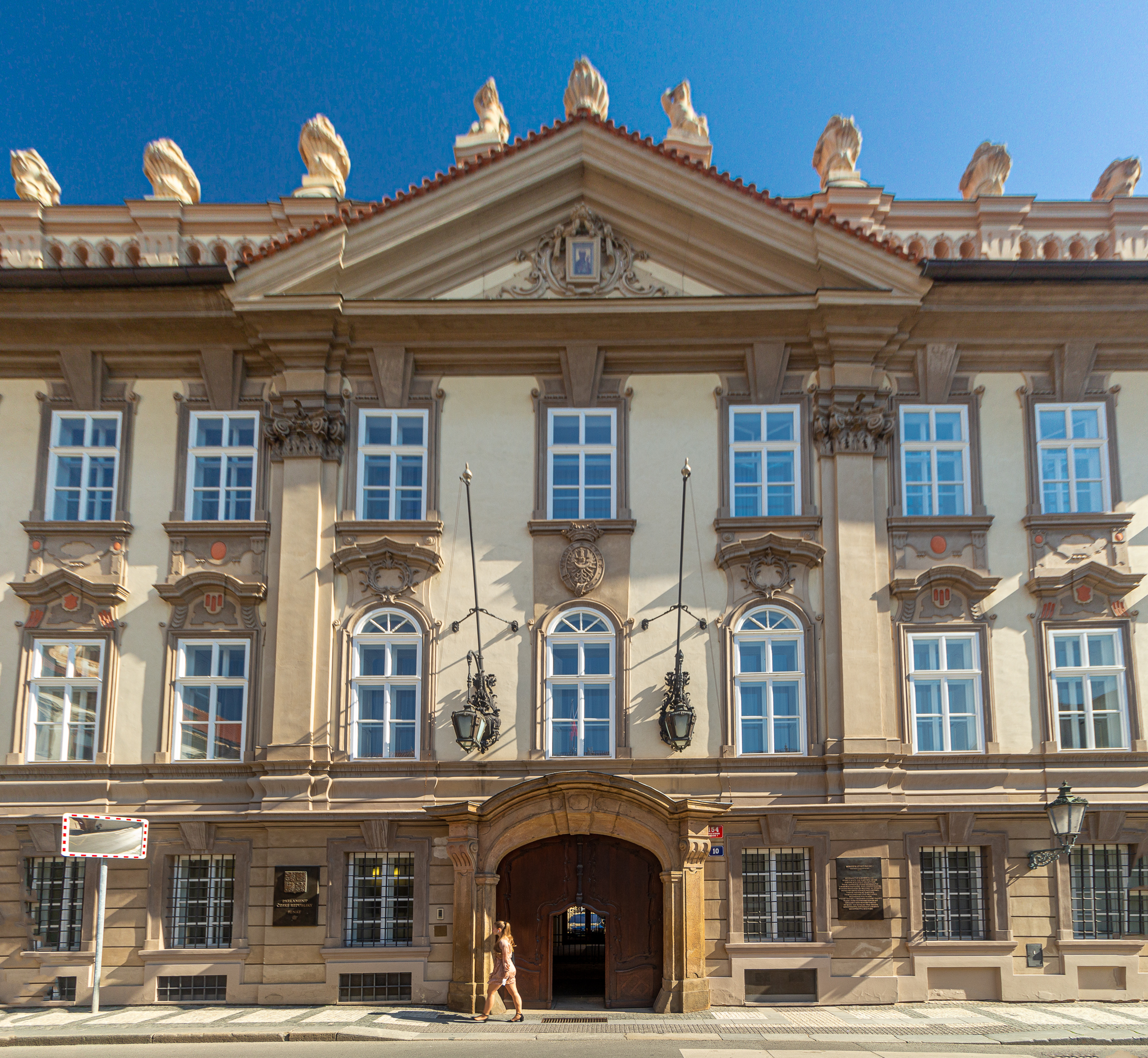
Průčelí Kolovratského paláce

Dva domy stojící původně v místech nynějšího Kolovratského paláce byly v roce 1603 propojeny v jeden, ten pak Vilém starší Popel z Lobkovic nechal začátkem 17. století rozšířit a další majitelka ho přebudovala na jednopatrový dům. V 18. století dům koupila Marie Barbora roz. Schaffgotschová (1725–1789), manželka Heřmana Jakuba Černína z Chudenic (1706/15–1784) a zadala jeho přestavbu architektovi Ignáci Palliardimu. Vzniklo tak honosné šlechtické sídlo, jež v době raného klasicismu mělo připomenout palácový typ vrcholného baroka. Byl s ním tehdy propojen i nově vzniklý Malý Fürstenberský palác, a byla založena terasovitá zahrada, vybavená altány, schodištěm a balustrádami a vystupující do trojdílné sala terreny. Když koncem 18. století získal palác Jan Arnošt Schaffgotsch, synovec Marie Barbory, nechal oba paláce opět oddělit.
V 19. století se vystřídalo několik majitelů a roku 1886 se stal vlastníkem hrabě Zdeněk Kolovrat-Krakovský. Ten nechal palác přestavět, zejména interiéry byly do dnešní podoby upraveny kolem poloviny 19. století v novobarokním slohu. Tehdy v nich byla umístěna majitelova obrazárna, knihovna a sbírka mincí. Jeho syn Hanuš Kolovrat-Krakovský dal k paláci přistavět konírnu. Obrazárna zčásti přešla do sbírek Národní galerie, knihovnu spravuje Národní muzeum.
Po první světové válce byl v prosinci 1920 palác zakoupen československým státem a po úpravách jej využívalo jako sídlo předsednictvo ministerské rady. V Kolovratském paláci se odehrály i důležité události v souvislosti s Mnichovskou dohodou a vyhlášením protektorátu Čechy a Morava. V září 1941 se palác stal dějištěm tzv. Chlebíčkové aféry.
Po roce 1945 tu sídlilo ministerstvo informací a osvěty, později ministerstvo kultury.
V roce 2003 byla zahájena celková rekonstrukce Kolovratského paláce a Malého Fürstenberského paláce, která byla dokončena kanceláří Senátu v roce 2006. Prostory Kolovratského paláce jsou využívány jako zázemí pro některé senátní výbory, komise a kluby.

### Průčelí
- Mezi okny prvního a druhého patra visí nad vstupním portálem plastický oválný znak s rodovým heslem Kolovratů Věrně a stále, je ovinutý opaskem, symbolizujícím závazek.
- V tympanonu štítu je vsazen zasklený obraz Černé madony svatotomské.
- Na atice jsou sochy puttů a váza

### Interiéry
Nejzajímavější prostory Senátu jsou přístupné během státních svátků v rámci dnů otevřených dveří. Zajímavé jsou zejména dva reprezentativní salonky – Růžový a Zelený – a původně pozdně barokní pilířové schodiště.

## Fotogalerie

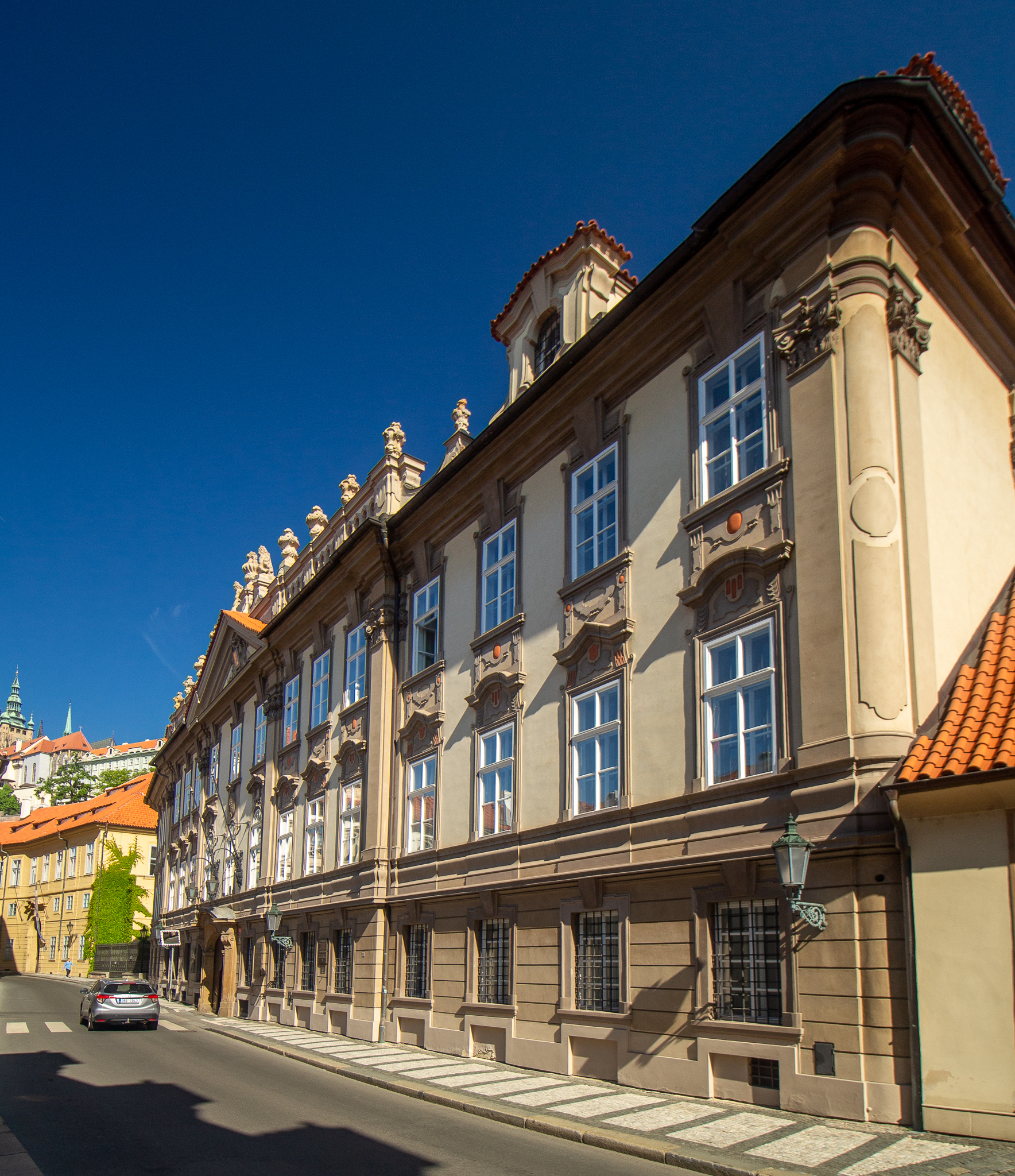
Průčelí paláce ve Valdštejnské ulici, 2021.
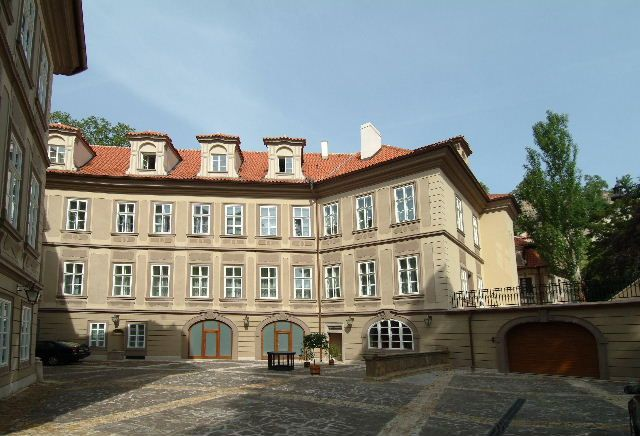
Nádvoří paláce, 2006
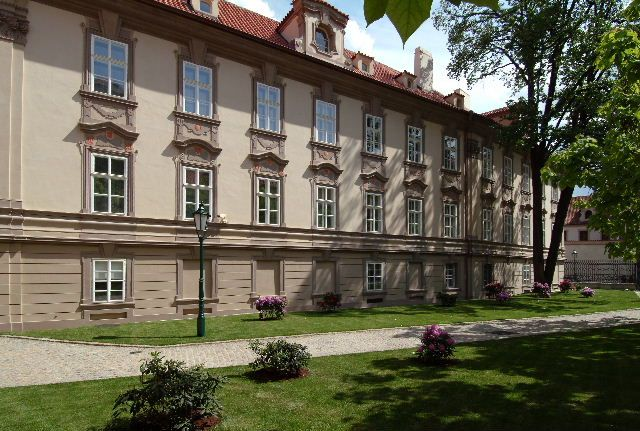
2006
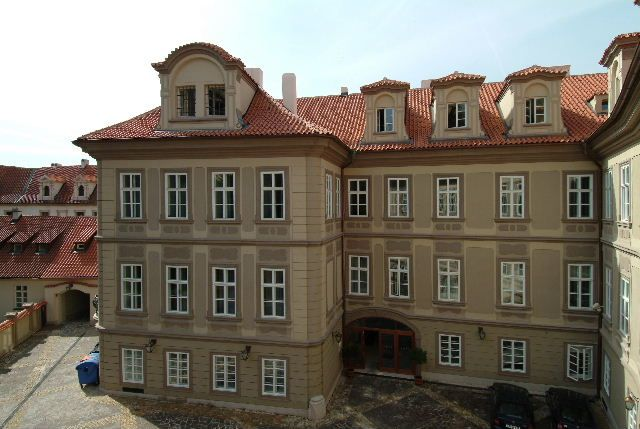
2006
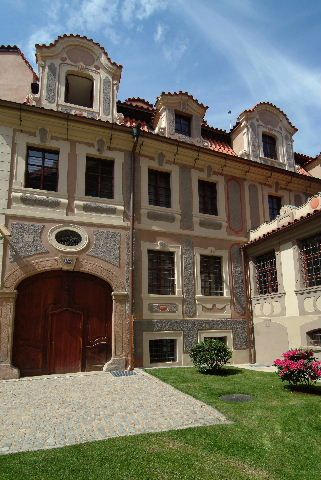
Malý Fürstenberský palác, 2006
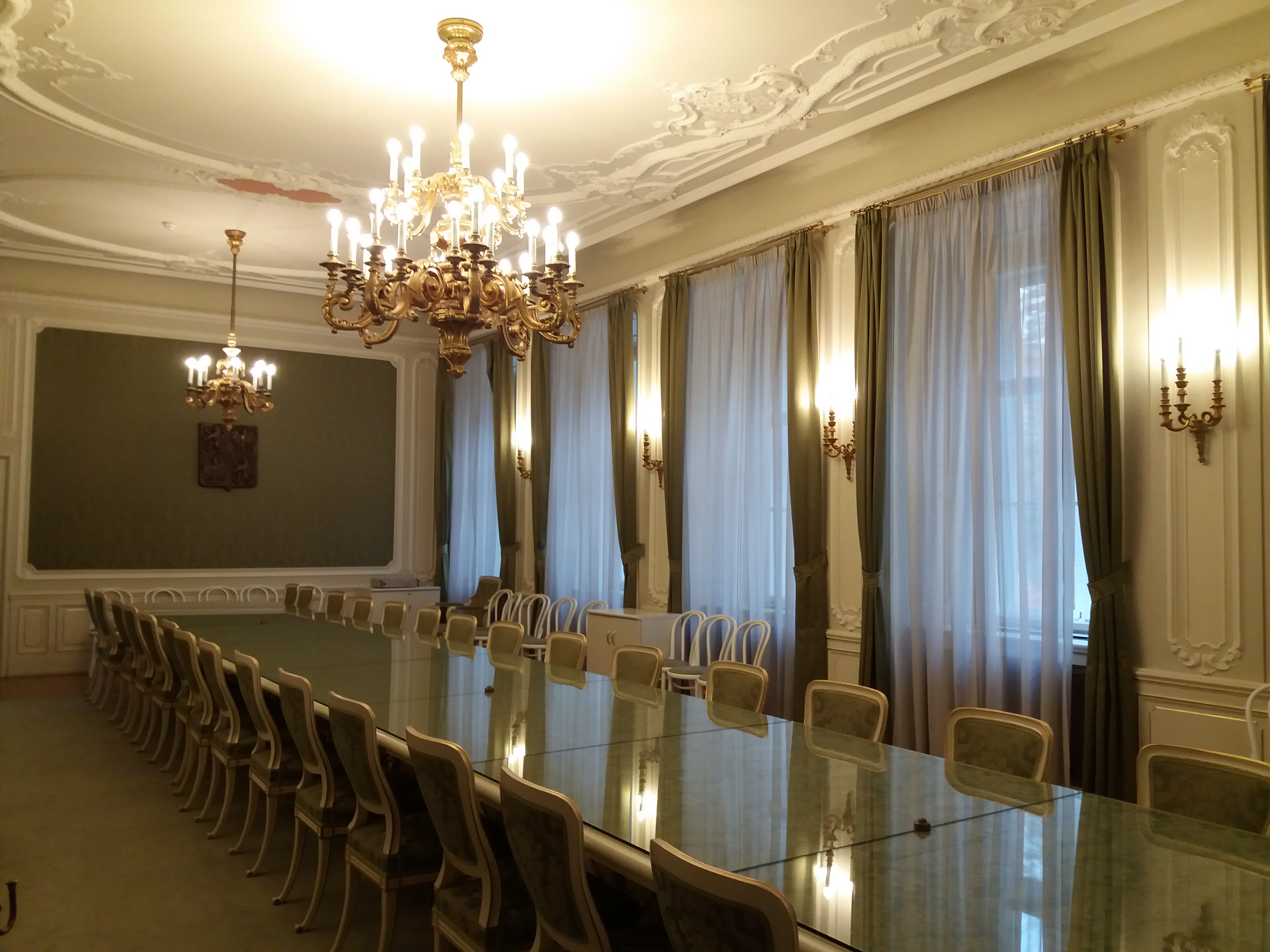
Zelený salonek, zasedací místo československé vlády od 20. let 20. století. 2017